# Cassipourea kamerunensis
Espèce
Synonymes
- Cassipourea kamerunensis (Engl.) Alston[2] [3]
- Cassipourea schizocalyx C.H.Wright. (préféré par BioLib)[3]
- Cassipourea sericea (Engl.) Alston[2] [3]
- Dactylopetalum kamerunense Engl.[2] [3]
- Dactylopetalum sericeum Engl.[2] [3]
- Weihea kamerunensis (Engl.) Engl.[2] [3]
- Weihea sericea (Engl.) Engl.[3]
- Weihea sericea Engl.[2]

Cassipourea kamerunensis Engl. est une espèce de plantes à fleurs de la famille des Rhizophoraceae  et du genre Cassipourea selon la classification phylogénétique. C'est un arbuste endémique du Cameroun. Cette espèce possède deux isotypes décrits sous les noms de Dactylopetalum kamerunense et Weihea kamerunensis.

## Localisation
Endémique du Cameroun, relativement rare, elle n'a été observée que sur deux sites, non protégés. En mai 1904, ZG. A. Zenker l'a collectée, en fleurs, aux environs de Bipindi, dans la forêt près de Nkuambe, dans la Région du Sud. En 2004, elle a été signalée par G. P. Tchouto, dans la même région, en bordure du parc national de Campo-Ma'an, à Akom II.